# Осло-Форнебу

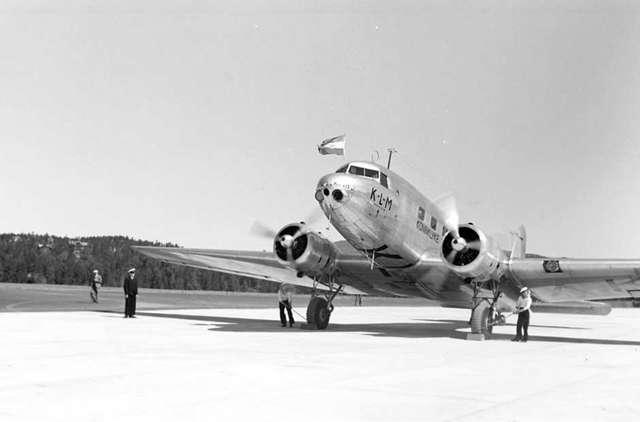
Douglas DC-2 KLM — перший літак, що приземлився в Форнебу (1939)

Аеропорти, що обслуговував Форнебу

Міжнародний аеропорт Осло-Форнебу (IATA: FBU, ICAO: ENFB) — колишній міжнародний аеропорт, який обслуговував Осло та східну Норвегію з 1 червня 1939 року по 7 жовтня 1998 року. Потім його замінив аеропорт Осло-Гардермуен, і з тих пір ця територія була реконструйована.